# 38. ceremonia wręczenia Independent Spirit Awards
38. ceremonia wręczenia niezależnych nagród Independent Spirit Awards za rok 2022, odbyła się 4 marca 2023 roku na plaży w Santa Monica.
Nominacje do nagród ogłoszone zostały 22 listopada 2022 roku przez Raúl Castillo i Taylour Paige (produkcje kinowe) oraz 13 grudnia 2022 roku przez Asia Kate Dillon (produkcje telewizyjne).
Po raz trzeci wręczono nagrody w kategoriach telewizyjnych.
Galę wręczenia nagród poprowadził Hasan Minhaj.
Po raz pierwszy w historii tych nagród kategorie aktorskie w produkcjach kinowych i telewizyjnych zostały nazwane najlepszym występem.

## Laureaci i nominowani
Laureaci nagród wyróżnieni są wytłuszczeniem

### Produkcje kinowe

#### Najlepszy film niezależny
- Wszystko wszędzie naraz
  - Do ostatniej kości
  - Our Father, the Devil
  - Tár
  - Women Talking(inne języki)

#### Najlepszy film zagraniczny
- Joyland ( Pakistan /  Stany Zjednoczone)
  - W gorsecie ( Austria /  Belgia /  Anglia /  Francja /  Włochy / Luksemburg)
  - Niech żyje Leonora! ( Filipiny)
  - Powrót do Seulu(inne języki) ( Belgia /  Francja /  Rumunia /  Korea Południowa)
  - Saint Omer(inne języki) ( Francja)

#### Najlepszy reżyser
- Daniel Kwan i Daniel Scheinert – Wszystko wszędzie naraz
  - Kogonada(inne języki) – Yang
  - Todd Field – Tár
  - Sarah Polley – Women Talking(inne języki)
  - Halina Reijn(inne języki) – Bodies Bodies Bodies

#### Najlepszy scenariusz
- Daniel Kwan i Daniel Scheinert – Wszystko wszędzie naraz
  - Todd Field – Tár
  - Kogonada(inne języki) – Yang
  - Lena Dunham – Catherine zwana Birdy
  - Sarah Polley – Women Talking(inne języki)

#### Najlepszy występ pierwszoplanowy
- Michelle Yeoh – Wszystko wszędzie naraz jako Evelyn Wang
  - Dale Dickey(inne języki) – Piosenka o miłości jako Faye
  - Mia Goth – Pearl jako Pearl
  - Regina Hall – Honk for Jesus. Save Your Soul.(inne języki) jako Trinitie Childs
  - Paul Mescal – Aftersun jako Calum Paterson
  - Aubrey Plaza – Na złej drodze(inne języki) jako Emily
  - Jeremy Pope(inne języki) – Inspekcja jako Ellis French
  - Andrea Riseborough – Dla Leslie jako Leslie
  - Taylor Russell – Do ostatniej kości jako Maren Yearly
  - Cate Blanchett – Tár jako Lydia Tár

#### Najlepszy występ drugoplanowy
- Ke Huy Quan – Wszystko wszędzie naraz jako Waymond Wang
  - Brian Tyree Henry(inne języki) – Most jako James Aucoin
  - Nina Hoss – Tár jako Sharon Goodnow
  - Brian d’Arcy James(inne języki) – Katedra jako Richard Damrosch
  - Jamie Lee Curtis – Wszystko wszędzie naraz jako Deirdre Beaubeirdre
  - Trevante Rhodes – Piętno wychowania jako Porter
  - Theo Rossi(inne języki) – Na złej drodze jako Youcef
  - Mark Rylance – Do ostatniej kości jako Sully
  - Jonathan Tucker – Palmy i słupy jako Tom
  - Gabrielle Union – Inspekcja jako Inez French

#### Najlepszy debiut aktorski
- Stephanie Hsu(inne języki) – Wszystko wszędzie naraz jako Joy Wang / Jobu Tupaki
  - Gracija Filipović – Murena jako Julija
  - Frankie Corio – Aftersun jako Sophie Paterson
  - Lily McInerny – Palmy i słupy jako Lea
  - Daniel Zolghadri(inne języki) – Funny Pages(inne języki) jako Robert

#### Najlepszy debiut
Tytuł filmu
- Aftersun
  - Na złej drodze(inne języki)
  - Inspekcja
  - Murena
  - Palmy i słupy

#### Najlepszy debiutancki scenariusz
- John Patton Ford – Na złej drodze(inne języki)
  - Jamie Dack i Audrey Findlay – Palmy i słupy
  - K.D. Dávila – Dylemat
  - Sarah DeLappe – Bodies Bodies Bodies
  - Joel Kim Booster(inne języki) – Fire Island(inne języki)

#### Najlepszy film dokumentalny
- Całe to piękno i krew(inne języki)
  - Wszystko, co żyje(inne języki)
  - Dom z drzazg(inne języki)
  - Położne
  - Riotsville, USA(inne języki)

#### Najlepsze zdjęcia
- Florian Hoffmeister(inne języki) – Tár
  - Hélène Louvart(inne języki) – Murena
  - Gregory Oke – Aftersun
  - Eliot Rockett – Pearl
  - Anisia Uzeyman(inne języki) – Neptune Frost(inne języki)

#### Najlepszy montaż
- Paul Rogers – Wszystko wszędzie naraz
  - Ricky D'Ambrose – Katedra
  - Blair McClendon – Aftersun
  - Dean Fleischer Camp(inne języki) i Nick Paley – Marcel Muszelka w różowych bucikach(inne języki)
  - Monika Willi – Tár

#### Nagroda Johna Cassavetesa
(przyznawana filmowi zrealizowanemu za mniej niż pięćset tysięcy dolarów)
Tytuł filmu
- Katedra
  - The African Desperate
  - Agia Emi
  - Piosenka o miłości
  - Coś w spłachetku ziemi

#### Nagroda Producentów
Nagroda jest przyznawana wschodzącym producentom, którzy pomimo bardzo ograniczonych zasobów wykazują kreatywność, wytrwałość i wizję wymagane do produkcji wysokiej jakości filmów niezależnych. Nagroda obejmuje nieograniczoną dotację w wysokości 25 000 USD.
- Tory Lenosky
  - Liz Cardenas
  - David Grove Churchill Viste

#### Nagroda Roberta Altmana
(dla reżysera, reżysera castingu i zespołu aktorskiego)
- Women Talking(inne języki) – Sarah Polley (reżyser), John Buchan (reżyser castingu), Jason Knight (reżyser castingu), Shayla Brown, Jessie Buckley, Claire Foy, Kira Guloien, Kate Hallett, Judith Ivey(inne języki), Rooney Mara, Sheila McCarthy, Frances McDormand, Michelle McLeod, Liv McNeil, Ben Whishaw, i August Winter

#### Nagroda „Ktoś do pilnowania”
(29. rozdanie nagrody „Ktoś do pilnowania”; nagroda przyznana zostaje utalentowanemu reżyserowi z wizją, który nie otrzymał jeszcze odpowiedniego uznania. Nagroda wynosi 25 000 dolarów)

(Reżyser − Film)
- Nikyatu Jusu(inne języki) – Nanny
  - Adamma Ebo – Honk for Jesus. Save Your Soul.(inne języki)
  - Araceli Lemos – Holy Emy

#### Nagroda „Prawdziwsze od fikcji”
(28. rozdanie nagrody „Prawdziwsze od fikcji”; nagroda przyznana została wschodzącemu reżyserowi filmu non-fiction, który jeszcze nie otrzymał uznania. Nagroda wynosi 25 000 dolarów)

(Reżyser − Film)
- Reid Davenport – I Didn't See You There(inne języki)
  - Isabel Castro – Mija
  - Rebeca Huntt – Beba

### Produkcje telewizyjne

#### Najlepszy serial telewizyjny
- The Bear(inne języki) (FX on Hulu)
  - Pachinko(inne języki) (Apple TV+)
  - The Porter(inne języki) (BET+(inne języki) / CBC Television)
  - Rozdzielenie (Apple TV+)
  - Station Eleven(inne języki) (HBO Max)

#### Najlepszy nowy serial lub serial dokumentalny
- The Rehearsal(inne języki) (HBO)
  - Mind Over Murder (HBO)
  - Pepsi, Where’s My Jet?(inne języki) (Netflix)
  - Children of the Underground(inne języki) (FX)
  - We Need to Talk About Cosby(inne języki) (Showtime)

#### Najlepszy występ pierwszoplanowy w serialu telewizyjnym
- Quinta Brunson(inne języki) – Abbott Elementary(inne języki) jako Janine Teagues (ABC)
  - Mohammed Amer – Mo jako Mo Najjar (Netflix)
  - Aml Ameen(inne języki) – The Porter(inne języki) jako Junior Massey (BET+(inne języki) / CBC Television)
  - Bridget Everett(inne języki) – Somebody Somewhere(inne języki) jako Sam (HBO Max)
  - KaMillion(inne języki) – Rap Sh!t(inne języki) jako Mia Knight (HBO Max)
  - Melanie Lynskey – Yellowjackets jako Shauna Shipman (Showtime)
  - Himesh Patel(inne języki) – Station Eleven(inne języki) jako Jeevan Chaudhary (HBO Max)
  - Sue Ann Pien – As We See It(inne języki) jako Violet Wu (Prime Video)
  - Adam Scott – Rozdzielenie jako Mark Scout (Apple TV+)
  - Ben Whishaw – This Is Going to Hurt(inne języki) jako Adam Kay (AMC+(inne języki) / BBC One)

#### Najlepszy występ drugoplanowy w serialu telewizyjnym
- Ayo Edebiri(inne języki) – The Bear(inne języki) jako Sydney Adamu (FX on Hulu)
  - Danielle Deadwyler(inne języki) – Station Eleven(inne języki) jako Miranda Carroll (HBO Max)
  - Jeff Hiller(inne języki) – Somebody Somewhere(inne języki) jako Joel (HBO Max)
  - Gbemisola Ikumelo(inne języki) – A League of Their Own(inne języki) jako Clance Morgan (Prime Video)
  - Janelle James(inne języki) – Abbott Elementary(inne języki) jako Ava Coleman (ABC)
  - Ebon Moss-Bachrach – The Bear jako Richard "Richie" Jerimovich (FX on Hulu)
  - Frankie Quiñones(inne języki) – This Fool(inne języki) jako Luis (Hulu)
  - Sheryl Lee Ralph – Abbott Elementary jako Barbara Howard (ABC)
  - Molly Shannon – I Love That for You(inne języki) jako Jackie Stilton (Showtime)
  - Tramell Tillman – Rozdzielenie jako Seth Milchick (Apple TV+)

#### Najlepsza obsada w serialu telewizyjnym
- Pachinko(inne języki)